# 1964년 태풍
이 문서에서는 1964년에 발생하는 태풍들의 활동에 대해 기록하고 있다. 1964년에 발생한 태풍은 총 39개인데, 이는 1981년 ~ 2010년 평균 발생 개수인 25.6개보다 매우 많은 편이며, 북서태평양과 전세계에서 가장 열대저기압이 많이 발생한 시즌이다.